# Dylan Thomas
Dylan Marlais Thomas (Swansea, Gales, 27 de octubre de 1914-Nueva York, 9 de noviembre de 1953) fue un poeta, escritor de cuentos y dramaturgo británico. Entre sus obras más destacadas se encuentran el poema "Do not go gentle into that good night" y la obra de radioteatro Bajo el bosque lácteo. 
Famoso por ser un bohemio y famoso también por su vozarrón cautivante, que atraía, cual cantante juvenil, a cientos de personas a sus recitales poéticos, o a pegarse al receptor cuando hablaba en la BBC. Poeta precoz y repentinamente fallecido, el caos y el exceso fueron su camino a la genialidad.

## Biografía
Dylan nació en Swansea, Gales, en 1914. Su precocidad se nota ya desde su infancia, a los 4 años es capaz de recitar de memoria Ricardo II de Shakespeare, preconfigurando no solamente su singularidad, sino también sus dotes histriónicas. Su padre, David John Thomas (1876–1952) fue un escritor poco reconocido. Se graduó con honores de la Universidad de Aberystwyth;  fue profesor de la escuela primaria Swansea Grammar School' en la cual estudió Dylan e impulsó fuertemente la formación de su hijo.
A los 16 años Thomas abandonó la escuela para convertirse, a instancias de su padre, en periodista del South Wales Evening Post. Es en esta publicación donde se desatan las dotes de escritor de Thomas. Redactó obituarios poéticamente, y críticas de cine y teatro donde no dejó títere con cabeza, despedazando a lo más granado de las tablas galesas de por aquel entonces (ya muestra su propensión al escándalo). Después de una ardua jornada de trabajo solía apagar su sed insaciable en el bar del Antelope Hotel o en el bar del Mermaid Hotel, donde escuchaba las historias de los marineros ingleses, mientras se embriagaba hasta la médula. Tras 18 meses de labor en el South Wales Evening Post abandonó el trabajo bajo mucha presión. Se unió a un grupo teatral en Mumbles llamado Little Theatre, aunque prosiguió con su labor periodística de manera independiente.
Sin embargo, el periodismo no resultaría ser la meta de su destino, la poesía —su “oficio u hosco arte”— lo arrastraría definitivamente hacia sus dominios.

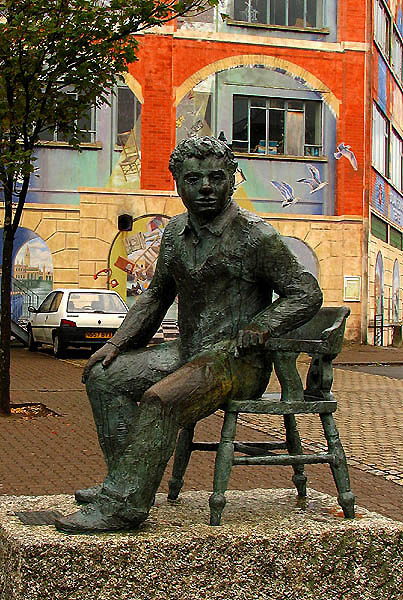
Estatua de Dylan Thomas en Swansea.

## Obras
La obra de Thomas no es copiosa, pero es de una calidad y una frescura inusitadas. Fueron cuatro los ámbitos literarios en los que incursionó: el cuento corto, el guion teatral, el guion para radio y cine, y, finalmente, la poesía. Es este último ámbito en el que más se le ha reconocido. En mayo de 1933, tras partir de Swansea hacia Londres el año anterior, Thomas publicó en el New English Weekly varios de los poemas por los que es más reconocido: “And death shall have no dominion”, “Before I Knocked” y “The Force That Through the Green Fuse Drives the Flower” (poema supuestamente dedicado a su primera novia e hija, que murieron ahogadas en 1931). En 1934 comenzó a publicar sus poemas en The Listener y para el 18 de diciembre de ese mismo año publicó su primer libro: Eighteen Poems (1934), por el que ganó el concurso organizado por The Sunday Referee. Ya había ganado renombre con publicaciones de los poemas que se reunirían en sus primeros libros en diversas revistas, tales como New Stories, New Verse, Life and Letters Today, The Criterion (donde era director el escritor T. S. Eliot).
El lirismo apasionado y la musicalidad de la poesía de Thomas contrastan con el resto de la poesía de su tiempo, más preocupada por cuestiones sociales o por la mera experimentación modernista de la forma. Thomas evidencia en estos poemas la influencia del surrealismo inglés, y también recoge influencias de la tradición celta, bíblicas o bien símbolos sexuales. Para Thomas “la poesía debe ser tan orgiástica y orgánica como la cópula, divisoria y unificadora, personal pero no privada, propagando al individuo en la masa y a la masa en el individuo”.
No solo la poesía de Dylan, sino su prosa (su infancia y adolescencia narrada en los hermosos cuentos de Portrait of the artist as a young doc) adhiere a la experiencia misma, sin mediaciones o consideraciones previas, y recurre a símbolos (creativamente) eternos y universales: vida [la ciruela que mi madre arrancara], muerte [el gusano que corroe lo vivo]… Porque la dinámica experiencial en Dylan, la individualidad que restituye en el escenario histórico con sus versos (su daemon, a mi juicio, era su libertaria juventud), es la de una constante pérdida, solo posible de recuperar —con el paso del tiempo, y al igual que la opiómana juventud de Coleridge— a partir de la pérdida de todos los sentidos.
La actividad de Thomas no cesa. Ya se había afincado en la capital inglesa, además de procurarse, mediante su poesía, un círculo de lectores y de amistades literarias. En 1936 contrae matrimonio con Caitlin MacNamara, al tiempo que publica su segundo libro Twenty-Five Poems, que no hace sino consolidar su reputación entre la crítica y los lectores. Con todo, las cosas no van bien económicamente. Sumido en una pobreza exasperante, el alcoholismo lo ha tomado por completo y es mediante la bebida como encuentra la lucidez que le permite crear las imágenes oscuras y delirantes que hicieron famosa su poesía.
Hacia 1939, Europa empieza a vivir el horror de la Segunda Guerra Mundial. Dylan Thomas quiere alistarse, pero se le declara no apto para el combate (bajo el estatuto C3, que lo coloca en el último grupo susceptible de ser llamado a la guerra). Entonces empieza su carrera radiofónica, para la cual demostró un particular talento, especialmente como guionista y locutor. Realizó alrededor de 200 grabaciones para la BBC y escribió el guion de al menos cinco películas en 1942 auspiciadas por Strand Films (e.g.This Is Colour, New Towns For Old, These Are The Men and Our Country). En la radio de la BBC su labor es el comentario de documentales cinematográficos, pero también tendría reservados otros proyectos, como el poema dramático Under Milk Wood (Bajo el bosque lácteo, póstumo, 1954). Aparecen sus libros The World I Breath y The Map of Love (El mapa del amor).
En 1946 aparece la que es considerada su obra cumbre Deaths and Entrances (Muertes y entradas). Viaja a Estados Unidos donde incursiona en el guion de cine, que no llegará a ver en pantalla.
En 1952 se publica una recopilación de sus poemas entre 1934 y 1952 (Collected Poems. 1934-1952), por la que le otorgan el premio Foyle de poesía. En la compilación está incluido uno de sus más reconocidos poemas, Do not go gentle into that good night, escrito como una elegía heterodoxa ante la muerte de su padre.
Mientras redactaba el guion de una obra de Ígor Stravinski, el 9 de noviembre de 1953 a las 12.40 horas, en el Hospital St. Vincent de Nueva York Thomas murió. Los primeros rumores sobre la causa de muerte de Thomas privilegiaron la versión de una hemorragia cerebral provocada por un supuesto suicidio, algunos dijeron que se había tratado de un asalto violento en las vías de la estación Van Cortlandt Park en la ciudad de Nueva York y otros sostuvieron que finalmente había logrado beber hasta morir ya que una joven danesa afirmó que un hombre bastante borracho le habló sobre la pérdida de su primer amor y le obsequió un libro antes de caer a las vías. Se ha creído por mucho tiempo que Thomas arrastraba una fuerte Depresión Endógena debido a una trágica historia de amor que vivió en su juventud en Gales, pese a esto familiares y amigos nunca corroboraron la veracidad de la historia ni la existencia de la supuesta novia de Dylan, Rose Souther ni de su hija Esther Thomas Souther. En el análisis post mortem, el patólogo encontró que la causa inmediata de muerte había sido una inflamación del cerebro causada por la carencia de oxígeno que acompaña a la neumonía.
Sus últimas palabras fueron "he bebido 18 vasos de whisky, creo que es todo un récord".

## Influencia
Se dice que Robert Zimmerman tomó su nombre, Bob Dylan, por la profunda admiración que sentía por el poeta.
Durante una entrevista de comienzos de 1999, el cantautor estadounidense Elliott Smith demostraba una actitud introvertida y habló sobre su supuesto intento de suicidio.  Más allá de los múltiples problemas que arrastraba el artista desde su ascenso a la fama, Elliott aseguraba que  esto se originó cuando su padre, el Dr. Gary Smith, le contó la supuesta historia de Dylan Thomas, un poeta borracho que después de recordar la muerte de su primera amada de juventud Rose Souther y la hija de esta, se lanzó a las vías del tren en Van Cortlandt Park (Nueva York), no sin antes regalar uno de los ejemplares del libro Do not go gentle into that good night a una joven que transitaba por la estación.

## Discografía
- Dylan Thomas: Volume I — A Child's Christmas in Wales and Five Poems (Caedmon TC 1002–1952)
- Under Milk Wood (Caedmon TC 2005–1953)
- Dylan Thomas: Volume II — Selections from the Writings of Dylan Thomas (Caedmon TC 1018–1954)
- Dylan Thomas: Volume III — Selections from the Writings of Dylan Thomas (Caedmon TC 1043)
- Dylan Thomas: Volume IV — Selections from the Writings of Dylan Thomas (Caedmon TC 1061)
- Dylan Thomas: Quite early one morning and other memories (Caedmon TC 1132–1960)
- Dylan Thomas: Under Milk Wood and other plays (Naxos Audiobooks NA288712 – 2008) (originally BBC – 1954)

## Adaptaciones fílmicas
Todas las adaptaciones fílmicas de los guiones de Thomas se realizaron póstumamente
- 1972 Under Milk Wood protagonizada por Richard Burton, Elizabeth Taylor y Peter O'Toole
- 1985 The Doctor and the Devils protagonizada por Timothy Dalton, Jonathan Pryce y Twiggy (basada en el guion de Thomas, pero alterada considerablemente por Ronald Harwood)
- 1987 A Child's Christmas in Wales. Dirigida por Don McBrearty
- 1992 Rebecca's Daughters protagonizada por Peter O'Toole y Joely Richardson
- 2007 Dylan Thomas: A War Films Anthology (DDHE/IWM D23702 – 2006)
- 2009 Nadolig Plentyn yng Nghymru/A Child's Christmas in Wales, ganador de mejor corto en BAFTA (2009), animación, banda sonora en galés e inglés, Director: Dave Unwin. 5-016886-088457.

## Traducciones al castellano
- Poemas, Revista Cuadernos Hispanoamericanos n.º 476. Traducción de Xoán Abeleira. Incluye poemas y comentarios sobre estos.
- Dylan Thomas: Amparado por la gracia, biografía escrita por George Tremlett, Circe, Barcelona, 1996, traducción de Xoán Abeleira. Incluye poemas y comentarios sobre estos.
- El visitante y otras historias, Barcelona: Bruguera, 1981. Traducción de Ignacio Álvarez.
- Muertes y entradas,  Huerga y Fierro editores, 2003. Traducción y prólogo de Vanesa Pérez-Sauquillo y Niall Binns.

- Poesía completa, Colección Visor de Poesía, nº498, Madrid, 2004 (Edición bilingüe).
- Retrato del Artista Cachorro, Seix Barral, Col. Literatura Contemporánea nº39, Barcelona, 1985.